# 迷向二次型
在数学中，一个域 F 上的二次型称为迷向（isotropic）的如果在一个非零向量上取值为零。不然称为非迷向（anisotropic）的。更具体地，如果 q 是域 F 上向量空间 V 上一个二次型，则 V 中一个非零向量 v 称为迷向的如果 q(v)=0。一个二次型是迷向的当且仅当对这个二次型存在非零迷向向量。
假设 (V,q) 是二次空间，W 是一个子空间。如果 W 中所有向量都是迷向的，称之为 V 的一个迷向子空间；如果不存在任何非零迷向向量则称之为非迷向子空间。一个二次空间的迷向指标（isotropy index）是迷向子空间的最大维数。

## 例子
1.双曲平面是一个二维二次空间，其形式为 xy。
2. 有限维实向量空间 V 中一个二次型 q 是非迷向的当且仅当 q 是确定形式：
- 要么 q 是正定的，即 q(v)>0，对所有非零向量 v 属于 V；
- 或 q 是负定的，即 q(v)<0 对所有非零向量 v 属于 V。

更一般地，如果二次型是非退化的具有符号 (p,q)，则迷向指标是 p 和 q 的最大值。
3. 如果 F 是一个代数封闭域，例如复数域，而 (V,q) 是一个至少二维的二次空间，则它是迷向的。
4. 如果 F 是一个有限域而 (V,q) 是一个至少三维的二次空间，则它是迷向的。
5. 如果 F 是 p-进数域 Qp，而 (V,q) 是一个至少五维的二次空间，则它是迷向的。

## 与二次型分类的关系
从二次型分类的观点来看，非迷向空间是任意维数的二次空间的基本构造块。对一般域 F，非迷向二次型的分类是一个非平凡问题。相反，迷向形式容易处理得多。